# Arctia ursula
Arctia ursula là một loài bướm đêm thuộc phân họ Arctiinae, họ Erebidae.